# Merostachys leptophylla
Merostachys leptophylla är en gräsart som beskrevs av Tatiana Sendulsky. Merostachys leptophylla ingår i släktet Merostachys och familjen gräs. Inga underarter finns listade i Catalogue of Life.